# 電灯

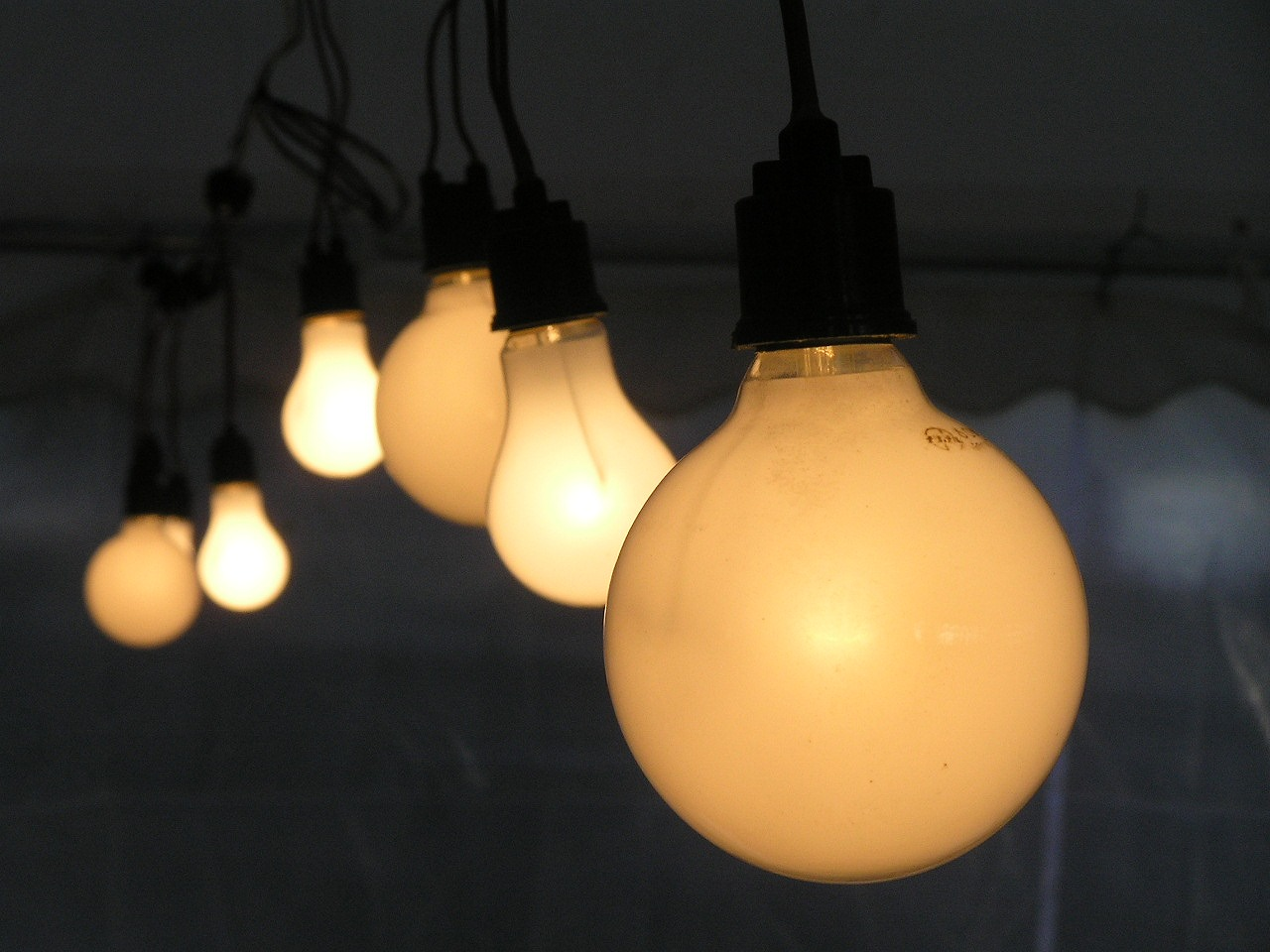
白熱電球

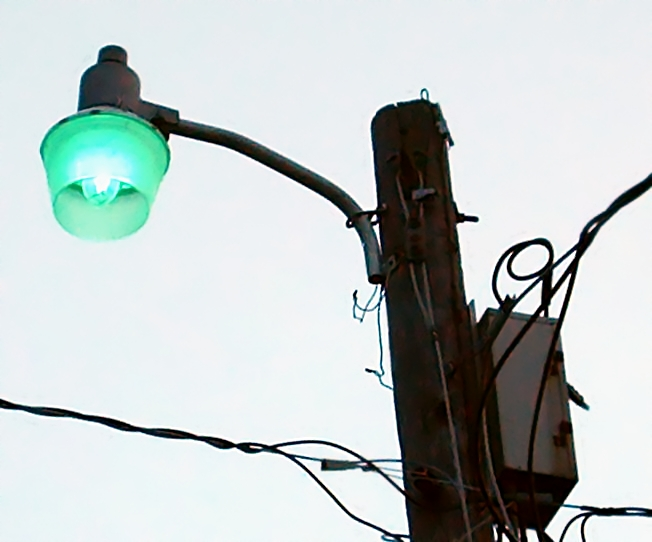
水銀灯

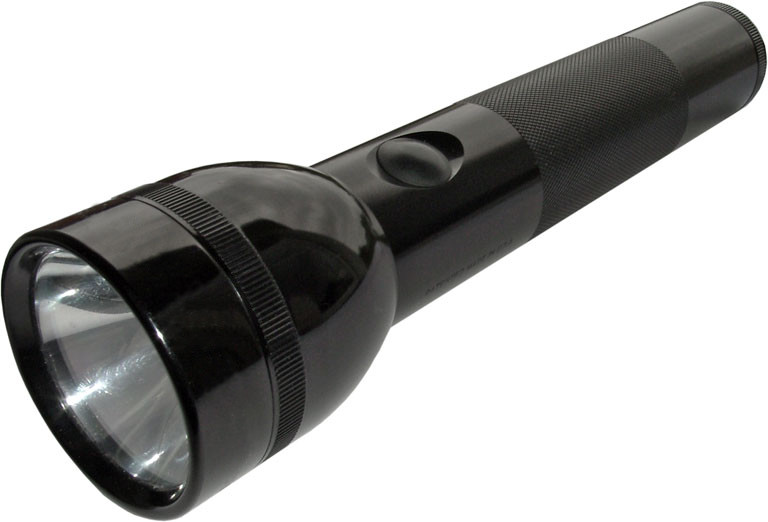
懐中電灯（光源は白熱電球）。21世紀の初め頃からLED照明やハロゲン電球などガス封入型の電球も使われ電池が長持ちするとされるものもある。

電灯・電燈（でんとう）とは、電気を利用した照明の一般的な装置の総称。電気灯（でんきとう）あるいは単に電気などとも呼び、電源は商用電源や電池などが使用される。

## 概要
電灯は、電力を使用して光を発生させる装置であるが、電力から光を発生する方法は様々である事から、電灯の種類は多様である。加えて、用途や必要とされる大きさ、それによって制約を受ける構造などにより、さまざまな装置が開発されている。
電灯の多くは、ガス灯や提灯、行灯、灯籠など炎を使用した光源よりも安定した光を得ることが可能になっている。もっとも初期の電灯であるアーク灯は不安定であったが、後に光への変換効率がよい装置も開発され続けており、アーク灯に次いで開発・利用されるようになっていった電球とあわせて、いわゆる「文明」化された多くの地域で一般的に利用されている。
光を得るためのエネルギーとなる電源は、用途によって選ぶことが可能であるほか、設備としてはガス管を必要とし点火も手間で明るさも制限されるガス灯など、それ以前の様式と比較すると、電力の配分（→配電）が金属線など電気伝導体を配するだけである（ただし、絶縁などの安全措置も必要）といった特徴があり、扱い易い。また携帯型の機器では乾電池など電池の発達により、運搬や携帯の便の良いものも普及している。このほか電力が様々な方法で得られ、またこの電力を蓄電の技術と組み合わせることにより、様々なエネルギーを発電装置と蓄電装置と電灯とを介して光に変換することが可能となっており、この中では携帯型の機器（懐中電灯）を中心に、人力発電のように人間の力を利用する電灯も利用されている。
必要に応じて光量の大きな装置も作りやすいほか、煤煙や放射熱（これに伴う火災の懸念）などのデメリットが少ないこともこういった電灯が普及した理由ともなっているが、装置によっては大きな電流を必要とするなど、安全性の面では感電といった事故を起こすこともあり、電力から光への変換効率を向上させる技術開発の一方では、感電事故の防止など安全性の向上も課題となっている。
なお電灯は、それ自体が照明のための装置ではあるが、安定的に光を発生させることができる機構であるため、しばしば機械要素である光源として他の機械に組み込まれる。この組み込まれたものを指して「電灯」という場合もある。ただし、プロジェクタ（スライド映写機や幻灯機を含む）など映像投射装置に組み込まれたものはあくまでも「光源」であり、照明を主体とした「電灯」とはいいがたい。

## 日本における電灯の歴史
アーク灯をも参照されたい。
- 1884年（明治17年）6月25日、日本鉄道、上野～高崎間開通式で、開場である上野駅に白熱電灯24個が点火された[1]。
- 1886年（明治19年）11月29日、東京銀行集会所の開業式で、白熱灯40個が点火された（施行は東京電燈）[1]。
- 1887年（明治20年）1月22日、東京電燈、移動式石油発電機をつかい、鹿鳴館で白熱電灯を点灯した。
- 1888年（明治21年）8月12日、藤岡市助、白熱舎（資）で白熱電灯12個を製作した[2]。
- 1922年（大正11年）、電灯の使用は789万9718戸、普及率は70％[3]。

## 電灯の例
前述したとおり、一概に電灯といっても構造や用途により様々な製品が流通し、利用されている。以下に構造と用途の二つの側面から例を示す。

### 機構の種類
- 白熱電球
  - ハロゲンランプ
- 蛍光灯
  - ネオン管
- アーク放電灯
  - キセノンランプ
  - 水銀灯
  - ナトリウムランプ
  - メタルハライドランプ
- エレクトロルミネセンス
  - 無機EL
    - 発光ダイオード（LED）

  - 有機EL

### 用途の種類
- 室内灯
- 街灯、道路灯、トンネル灯
- 車内灯、機内灯
- 懐中電灯

## 用語
電力会社など電気関係では慣習的に単相交流電源を電灯（でんとう）、三相交流電源を動力（どうりょく）と呼ぶ。